# Кандсар-е-Зейн-Паре
Кандсар-е-Зейн-Паре (перс. كندسرزين پره) — село в Ірані, у дегестані Отаквар, у бахші Отаквар, шагрестані Лянґаруд остану Ґілян. За даними перепису 2006 року, його населення становило 36 осіб, що проживали у складі 10 сімей.